# Павел (Безчасный)
Монах Павел (в миру Виктор Владимирович Безчасный, 1967, Днепропетровск, Украинская ССР — 2 октября 2017, Псков, Российская Федерация) — монах Русской православной церкви, иконописец, педагог, преподаватель иконописи.

## Биография
Помимо общего среднего образования окончил художественную школу в Днепропетровске, призван в ряды СА, направлен на базу ВМФ в Таллине, остался на сверхсрочную службу.
После демобилизации поступил послушником в Псково-Печерский монастырь Псковской епархии.
Окончил курсы при художественном объединении «Преображение» в Москве.
Духовное окормление и обучение иконописи получил от архимандрита Зинона (Теодора), им же в День Петра и Павла в 1995 году пострижен в монашество, вместе с собратом Петром (Владимир Робертович Кирш, родился в 1961 году в Ленинграде, профессиональный реставратор).
Вместе с о. Зиноном монахи составили общину Мирожского монастыря во Пскове с момента его открытия  в 1994 году, а также трудились в иконописной школе при обители. После конфликта, спровоцированного фактом совершения католической мессы Романо Скальфи, президентом Центра «Христианская Россия» с группой паломников из Италии, община поселилась в деревне Малая Гверстонь, расположенной на границе Псковской области с Эстонией. Здесь был построен каменный храм Преображения Господня в неороманском стиле, устроены иконописная и столярная мастерские.
С 2008 года монах Павел преподавал в иконописной школе в Сериате, в Италии. Монах Петр (Кирш) трудился в столярной мастерской и реставрировал образцы старинной мебели. Помимо того на протяжении ряда лет монахи посещали католический приход в Лугано Швейцария по приглашению настоятеля Пьетро Поцци (итал. Pietro Pozzi), где также проходило обучение иконописи.
Трагически погиб в результате возгорания дома в Гверстони, получил многочисленные ожоги несовместимые с жизнью.

В иконописи имеет значение не только рука автора, но и духовная зрелость. В мастерской Павла всегда лежало открытое Евангелие с чтением на каждый день. Это было его ежеутреннее чтение, которое потом сопровождало и направляло его шаги в течение дня.
Говорят, смерть одного человека мир не меняет. Возможно, Вселенная не заметит исчезновения одинокого монаха под Псковом… Каждый, кто близко знал Павла, пытается осмыслить эту трагедию.
Мы все потеряли - иконописца, духовного брата, собеседника, помощника, друга, соседа… Он обучал иконописи не как учитель, а как человек, который хочет поделиться своим сокровищем, чудом, ему доставшимся и потому ему не принадлежащем. И эта щедрость - один из главных его даров наряду с художественным талантом. - Ирина Языкова
.

### Работы
Работы представлены в различных храмах и монастырях, в том числе образы свв. Анастасии Узорешительницы и Параскевы Пятницы, Спас Нерукотворный и Феодоровская икона Божией Матери - в церкви Анастасии Римлянки в Пскове; фреска Нерукотворного Образа на фасаде часовни в деревне Кудина Гора Псковской области а также в частных коллекциях в России, Италии, Швейцарии, Бразилии.

## Фотогалерея

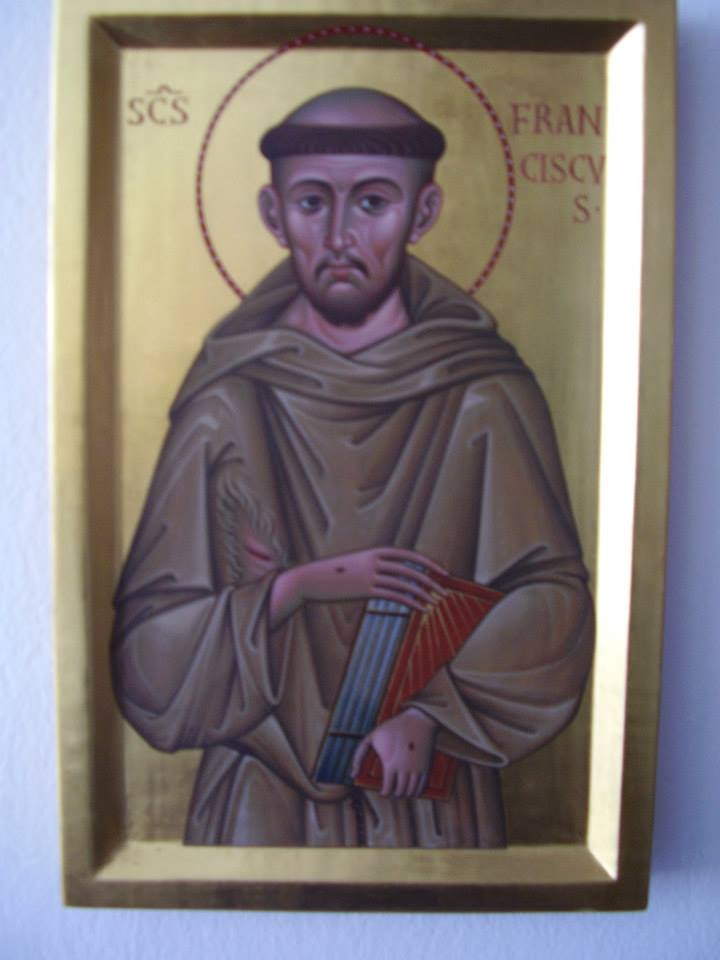
Святой Франциск, икона работы монаха Павла